# Örjan Sandred
Örjan Sandred, född 15 juni 1964, är en svensk tonsättare som för närvarande undervisar i komposition vid University of Manitoba i Kanada.

## Studier och arbete
Sandred studerade komposition på Kungliga Musikhögskolan i Stockholm, McGill University (Montréal) och på IRCAM (Paris). Bland hans lärare finns Sven-David Sandström, Pär Lindgren, Magnus Lindberg, Daniel Börtz, Bill Brunson och Bruce Mather.
Sandred undervisade komposition på Musikhögskolan i Stockholm 1998–2005, och han har gästföreläst på IRCAM (Paris), Conservatoire National Superieur de Musique (Paris), Bartok Seminariet (Szombathely i Ungern), Sibeliusakademin (Helsingfors), McGill University (Montréal), Harvard University (Boston), Shanghai Conservatory of Music m.fl.
Sedan 2005 är han Professor in Composition vid University of Manitoba.

## Kompositioner
Många av Sandreds kompositioner är resultat av hans sökande efter nya kompositionsmetoder. Dessa metoder använder datoriserade regelsystem (en underavdelning inom artificiell intelligens) för att formalisera de musikaliska strukturerna
2009 utgavs Sandreds första porträttskiva, Cracks and Corrosion av skivbolaget Navona Records.

## Verkförteckning
- Monolog för violin (1984)
- Elegi för orkester (1987)
- Fantasy för piano och slagverk (1987)
- Lyckan har inga sånger för blandad kör till text av Edith Södergran (1988)
- Skuggor för saxofonkvartett (1989)
- Triptychos, tre satser för orkester (1989–90)
- Brus för 6 röster till text av Elmer Diktonius (1990)
- Rit för sex slagverkare (1990)
- I solljus stod jag för 6 röster till text av Elmer Diktonius (1990)
- The Turn of a Flute, elektroakustisk musik (1990)
- Sabda för piccoloflöjt, klarinett/piccoloklarinett, 2 fagotter, 2 trumpeter, 2 tromboner och tabla (1991)
- Det tredje perspektivet, elektroakustisk musik (1991–92)
- Polykrom för kammarensemble (1992)
- Svit för damkör (1993)
- Mechanica för orkester (1994)
- I kedjor för manskör, blåsare och slagverk till text av Erik Johan Stagnelius (1995)
- Musik till dans för 2 horn och stråkkvartett (1995)
- Refractions för violin och piano (1995)
- Corona för orkester (1996)
- Refractions II för violin, klarinett och cello (1996/1998)
- Danquah Circle för blåskvintett och piano (1997)
- Résonance d'instruments à vent för blåskvintett och tape (1997)
- Amanzule Voices för cello och liveelektronik (1998)
- Kalejdoskop för klarinett, viola och piano (1999)
- Magma för symfoniorkester (1999–2000)
- Cracks and Corrosion för klarinett, violin, viola, cello och piano (2000–01)
- Cracks and corrosion II för gitarr och liveelektronik (2004)
- Vivos Voco för gitarr (2005)
- Whirl of Leaves för flöjt och harpa (2006)
- Trente för cello (2007)
- Labyrinths in the Wind för blåssynthesizer och symfoniorkester (2008)
- Celestial Dragons för violin, horn och piano (2009)
- Textspace för interaktiv elektronik (2009)
- Ice Fog för altsaxofon och piano med eller utan liveelektronik (2009/2011)
- Flames and Blazes för blockflöjt, trombon och cello (2010)
- On the Floe Edge för oboe, 2 bastrummor och liveelektronik (2011)
- Fragments of Light för piccolaflöjt, violin, cello och piano (2014)
- Sundogs för violin och liveelektronik (uruppfört 2014)
- Lament for Humanity för orkester (2015)
- A Ghazal för sopran och liveelektronik (uruppfört 2017)